# پت مک‌کارتی
پت مک‌کارتی (انگلیسی: Pat McCarty؛ زادهٔ ۲۴ ژانویهٔ ۱۹۸۲) دوچرخه‌سوار اهل ایالات متحده آمریکا است.